# Atrophaneura dixoni
Atrophaneura dixoni là một loài bướm ngày thuộc họ Papilionidae. Loài này phân bố ở Indonesia. 
Sải cánh dài 130–150 mm. Cánh màu đen. Phía dưới cánh sau có các mảng đỏ mà ở con cái nhiều hơn con đực. Các vân cánh có rìa màu trắng.

## Hình ảnh

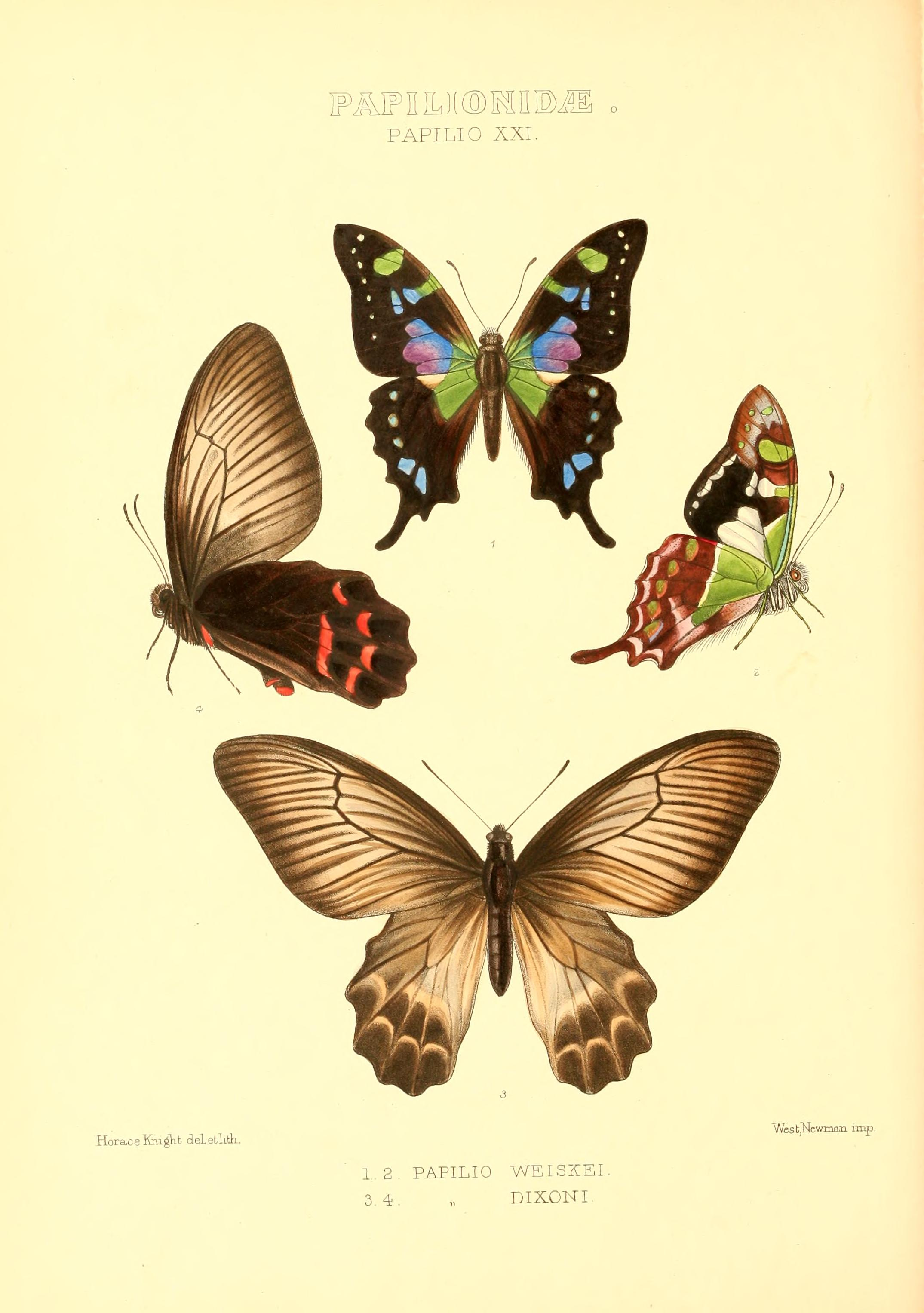